# Dorothy (groupe)
 (janvier 2016).
Si vous disposez d'ouvrages ou d'articles de référence ou si vous connaissez des sites web de qualité traitant du thème abordé ici, merci de compléter l'article en donnant les références utiles à sa vérifiabilité et en les liant à la section « Notes et références ».
Pour les articles homonymes, voir Dorothy.

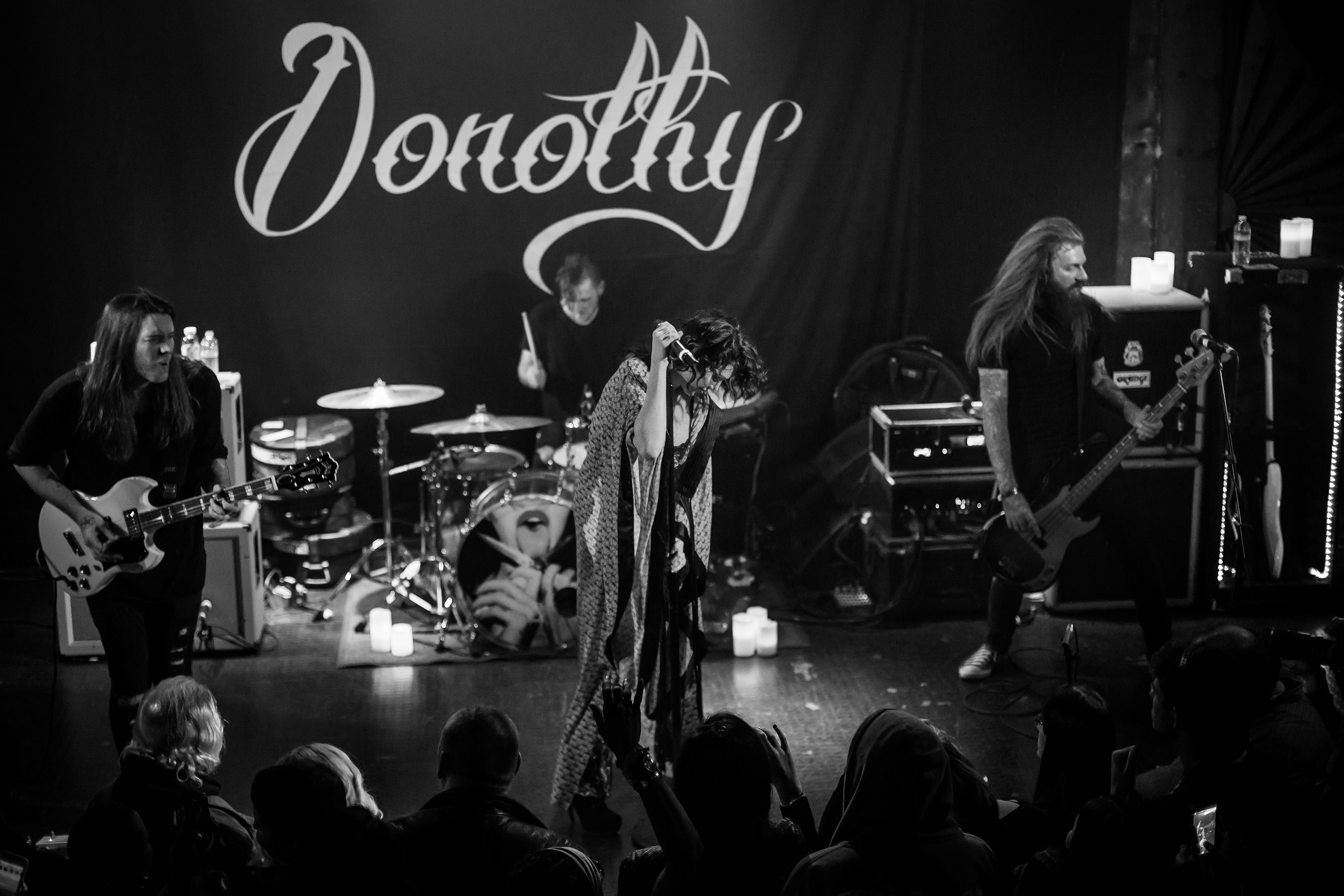
Dorothy en 2017.

Dorothy est un groupe américain de hard rock originaire de Los Angeles. Il a été fondé en 2013 par la chanteuse du même nom, Dorothy Martin (chant), avec Zac Morris (batterie), Mark Jackson (guitare) et Gregg Cash (basse).
« A band you need to know » selon Rolling Stone, et 14e sur la liste des 50 meilleurs nouveaux artistes de 2014, leur titre Wicked Ones est utilisé pour le spot publicitaire de la collection Firsts de Levi's denim, et pour le thème officiel de WWE : tables, ladders, & chairs, en 2015.

## Historique
Début 2013, Dorothy rencontre Mark Jackson et Ian Scott, avec plusieurs idées pour monter un groupe. La voix de Dorothy les a aussitôt convaincus : « When we heard Dorothy's voice, we were like 'Holy shit ! If we put this behind some serious old school metal riffs, we'll have somethin big ».
Gregg Cash, ami de Mark et Ian, les rejoint en tant que bassiste. Puis Dorothy rencontre Zac Moris qui intègre le groupe en tant que batteur.
Le titre Down To The Bottom est dans le jeu Forza Horizon 4.
Le titre After Midnight sort en juin 2014. La vidéo du clip est postée sur les réseaux musicaux de Vice : Noisey, et qualifié de « the perfect modern rock concoction ». 
Le groupe gagne en popularité, à Los Angeles comme Outre-Atlantique, et est vite comparé à The Kills, The White Stripes, Patti Smith, ou Grace slick.
En juillet 2014, Huffington Post nomme After Midnight première sur 12 chansons de la semaine à écouter absolument : « Exactly what rock needs ».
En août 2014, le groupe Dorothy est invité par SkullCandy pour jouer dans une sélection de plusieurs villes européennes dont Paris et Berlin. Le mois suivant, Vogue UK utilise After Midnight dans une vidéo montrant l'actrice et modèle Suki Waterhouse . Puis KCRW DJ et Chris Douridas les invite à jouer pour la School Night à Bardot à Hollywood le 6 octobre 2014.
Le 19 août sort leur second single, Wild Fire, et le 27 octobre Wicked Ones. Ce dernier devient un des morceaux les plus populaires du groupe, numéro 1 sur des titres rock sur Soundcloud, et sélectionné par SkullCandy pour mener une campagne nationale avec James Hardon.
Le 28 octobre, le groupe enregistre son premier EP éponyme. Après quoi, ils enregistrent un cover de Jay-Z et Kanyes West's, No Church in the Wild. Ils seront en tête d'affiche d'un théâtre (Bootleg) tous les lundis soir de novembre. Dans une interview à LA Weelky, la chanteuse confie : 
« I've always just wanted to sing and it was a long journey to get over the stage fright and find who I was - If you don't get knocked down, you can't stand up and say, "I'm ready for this now". I am fucking ready now - This is the first band that has been serious and feels right. I'm not telling the words "Fuck me, fuck me". Fuck you. I don't care if you think I'm hot or not, or want me to take my shirt off. I'm not going to. I'm going to grab the mircophone and sing. That's what I came to do. »
Rolling Stone les désigne comme « Artist need to know list on november 2014 ».
Le 30 décembre 2014, ils sont nommés 14e sur les 50 meilleurs nouveaux artistes de l'année.
En 2015, le groupe est à l'affiche de The Satellite à Los Angeles, avant SXSW, qu'ils vont suivre dans une résidence tous les samedis soir d'avril, ce qui leur apporte de nouveaux admirateurs dont Tom Morello ou la top modèle Ruby Rose.
Le 16 juin, ils annoncent la signature avec Roc Nation et une tournée avec Miguel qui commencera le 24 juillet. En septembre, la chanteuse pose et est interviewée dans le magazine Schön! (en).

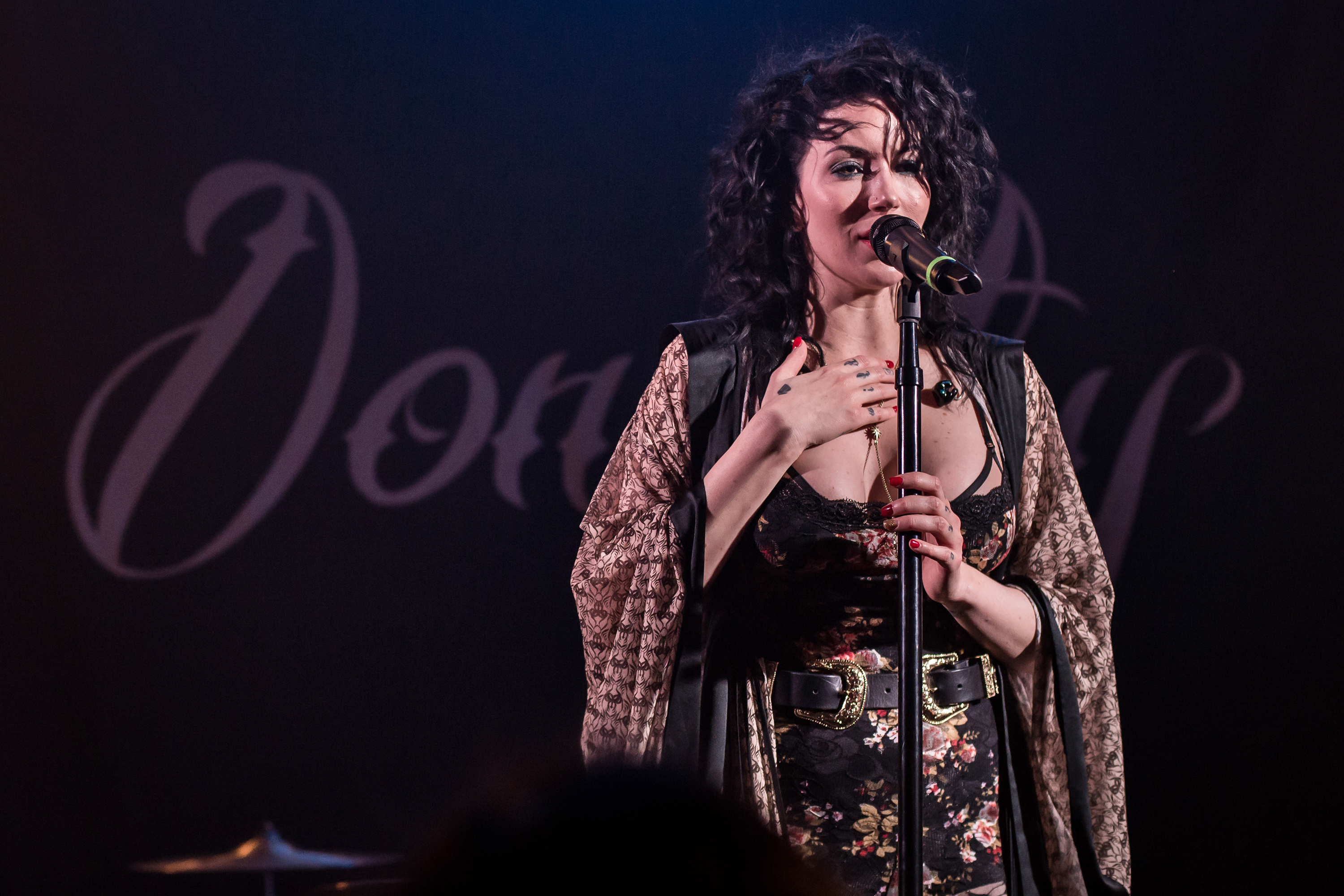
Dorothy Martin en 2017.

En 2018 Dorothy sort un nouvel album, 28 Days in the Valley, composé de 13 chansons.
Le 22 avril 2022, le groupe publie un nouvel album, Gifts from the Holy Ghost.
Le 9 octobre 2023, le groupe publie un nouvel album, Through The Years.

## Discographie
- 2016 : Rockisdead
- 2018 : 28 days in the valley
- 2022 : Gifts from the Holy Ghost
- 2023 : Through The Years
- 2025 : The Way